# Memorial Van Damme 2010
Memorial Van Damme 2010 – mityng lekkoatletyczny, który odbył się 27 sierpnia na stadionie Króla Baudouina I w Brukseli. Zawody były drugą odsłoną finału Samsung Diamentowej Ligi IAAF (po imprezie Weltklasse Zürich) i kończyły pierwszą edycję tego cyklu.

## Rezultaty
| SB – najlepszy wynik w sezonie \| NR – rekord kraju \| WJR – rekord świata juniorów \| NL – najlepszy wynik na listach krajowych w sezonie 2010 |

### Mężczyźni
| Konkurencja:                  | 1. miejsce                  | Wynik      | 2. miejsce           | Wynik      | 3. miejsce           | Wynik       |
| Bieg na 100 m                 | Tyson Gay                   | 9.79       | Nesta Carter         | 9.85       | Yohan Blake          | 9.91        |
| Bieg na 400 m                 | Nery Brenes                 | 44.92      | Jonathan Borlée      | 45.27      | Allodin Fothergill   | 45.44       |
| Bieg na 800 m                 | David Rudisha               | 1:43.50    | Abubaker Kaki Khamis | 1:43.84    | Boaz Kiplagat Lalang | 1:44.29     |
| Bieg na 1500 m                | Asbel Kiprop                | 3:32.18    | Leonel Manzano       | 3:32.37 PB | Augustine Choge      | 3:32.88     |
| Bieg na 400 m przez płotki    | Bershawn Jackson            | 47.85      | David Greene         | 48.26      | Javier Culson        | 48.71       |
| Bieg na 3000 m z przeszkodami | Mahiedine Mekhissi-Benabbad | 8:02.52 PB | Paul Kipsiele Koech  | 8:07.66    | Roba Gari            | 8:13.15     |
| Skok o tyczce                 | Malte Mohr                  | 5.85       | Renaud Lavillenie    | 5.80       | Maksym Mazuryk       | 5.75        |
| Trójskok                      | Teddy Tamgho                | 17.52      | Alexis Copello       | 17.47      | Christian Olsson     | 17.35       |
| Pchnięcie kulą                | Reese Hoffa                 | 22.16 SB   | Christian Cantwell   | 21.62      | Tomasz Majewski      | 21.44 NL SB |
| Rzut oszczepem                | Andreas Thorkildsen         | 89.88      | Tero Pitkämäki       | 83.36      | Matthias de Zordo    | 82.39       |

### Kobiety
| Konkurencja:                  | 1. miejsce              | Wynik       | 2. miejsce            | Wynik    | 3. miejsce       | Wynik          |
| Bieg na 200 m                 | Allyson Felix           | 22.61       | Shalonda Solomon      | 22.70    | Bianca Knight    | 23.01          |
| Bieg na 800 m                 | Janeth Jepkosgei        | 1:58.82     | Maria Sawinowa        | 1:59.49  | Caster Semenya   | 1:59.65        |
| Bieg na 5000 m                | Vivian Cheruiyot        | 14:34.13    | Linet Masai           | 14:35.07 | Sentayehu Ejigu  | 14:35.13       |
| Bieg na 100 m przez płotki    | Priscilla Lopes-Schliep | 12.54       | Sally McLellan        | 12.64    | Perdita Felicien | 12.68          |
| Bieg na 3000 m z przeszkodami | Sofia Assefa            | 9:20.72 SB  | Milcah Chemos Cheywa  | 9:22.34  | Almaz Ayana      | 9:22.51 WJR PB |
| Skok wzwyż                    | Blanka Vlašić           | 2.00        | Antonietta Di Martino | 1.98     | Emma Green       | 1.98           |
| Trójskok                      | Olga Rypakowa           | 14.80       | Yargelis Savigne      | 14.56    | Olha Saładucha   | 14.38          |
| Rzut dyskiem                  | Sandra Perković         | 66.93 NR PB | Yarelis Barrios       | 65.96 SB | Li Yanfeng       | 64.74          |

## Rekordy
Podczas mityngu ustanowiono 2 krajowe rekordy w kategorii seniorów:
| Zawodnik        | Reprezentacja     | Konkurencja    | Rezultat |
| --------------- | ----------------- | -------------- | -------- |
| Molly Huddle    | Stany Zjednoczone | bieg na 5000 m | 14:44,76 |
| Sandra Perković | Chorwacja         | rzut dyskiem   | 66,93    |